# Tetraphidaceae
Tetraphidaceae er en familie af mosser med kun to slægter. Den ene findes i Danmark.
| Danske slægter |

- Tetraphis